# Maison de Jezdimir Lović à Lopiže
La maison de Jezdimir Lović à Lopiže (en serbe cyrillique : Кућа народног хероја Јездимира Ловића ; en serbe latin : Kuća narodnog heroja Jezdimira Lovića) se trouve à Gornje Lopiže, dans la municipalité de Sjenica et dans le district de Zlatibor, en Serbie. Elle est inscrite sur la liste des monuments culturels protégés de la république de Serbie (identifiant no SK 487).

## Présentation
Le héros national Jezdimir Lović (1919-1943) est né dans la maison.